# Ctenus dangsus
Ctenus dangsus este o specie de păianjeni din genul Ctenus, familia Ctenidae, descrisă de C. Adinarayana Reddy și Patel, 1994. Conform Catalogue of Life specia Ctenus dangsus nu are subspecii cunoscute.